# Cyprien Baguette
Cyprien Baguette (La Louvière, 12 mei 1989) is een Belgische voetballer. Baguette speelt als doelman en begon als derde doelman bij Charleroi. In het seizoen 2009-2010 kreeg hij echter volop zijn kans in de helft van het seizoen. Zo stond hij in 16 matchen als eerste keeper in het doel. Tijdens het seizoen 2012-2013 werd hij gepasseerd door Parfait Mandanda, die op zijn beurt halverwege het seizoen plaats moest ruimen voor de Griek Michalis Sifakis. In januari 2013 werd hij voor zes maanden uitgeleend aan tweedeklasser FC Brussels.

## Profcarrière
| seizoen | club               | land   | competitie         | wed. | goals |
| ------- | ------------------ | ------ | ------------------ | ---- | ----- |
| 2008/09 | Sporting Charleroi | België | Jupiler Pro League | 1    | 0     |
| 2009/10 | Sporting Charleroi | België | Jupiler Pro League | 10   | 0     |
| 2009/10 | Sporting Charleroi | België | Play-Off II B      | 6    | 0     |
| 2010/11 | Sporting Charleroi | België | Jupiler Pro League | 13   | 0     |
| 2010/11 | Sporting Charleroi | België | Play-Off III       | 0    | 0     |
| 2011/12 | Sporting Charleroi | België | Tweede klasse      | 0    | 0     |
| 2012/13 | Sporting Charleroi | België | Jupiler Pro League | 1    | 0     |
| 2012/13 | → FC Brussels      | België | Tweede klasse      | 4    | 0     |
|         |                    |        | Totaal             | 35   | 0     |

Bijgewerkt: 04/03/2013